# Лосинівка (станція)
Лосинівка — проміжна станція Полтавської дирекції Південної залізниці на лінії Хвилівка — Прилуки між зупинними пунктами Кропивна та 27 км. Розташована за 6 км від однойменного селища Лосинівка Ніжинського району Чернігівської області.

## Історія
Станція відкрита у 1928 році на ділянці Ніжин — Прилуки. Первинна назва станції — В'юнниця. У 1935 році станція перейменована в Лосинівку, в рамках будівництва локальних залізниць було збудовано і залізницю Ніжин — Прилуки, що забезпечила пряме сполучення Чернігова та Ніжина із Полтавським та Черкаським напрямками.

## Пасажирське сполучення
На станції зупиняються приміські поїзди сполученням Гребінка — Ніжин.